# Ухань Оптикс Вэлли
«Ухань Оптикс Вэлли» или «Ухань Гуангу» (кит. 武汉光谷) — бывший китайский футбольный клуб, выступавший в г. Ухань, провинция Хубэй. Команда была образована в феврале 1994 года и первоначально называлась «Хубэй Стилуоркс». Предшественником профессионального футбольного клуба была команда из Хэбэя, а её фанатами были в основном жители Уханя, а также соседних городов Эчжоу, Хуанши и Сяогань. В 2008 году команда покинула Суперлигу по причине несправедливого наказания.

## История
Клуб выступал в высшем дивизионе в 1998—1999 годах, однако потом потерял в нём место. Следующий выход в Суперлигу случился в 2004 году. В этот период клуб возглавлял Пэй Эньцай, капитаном был центральный защитник Ли Хао, в полузащите играл представитель сборной Китая Чжэн Бинь, а нападение было представлено бразильскими форвардами. В новом сезоне 2005 года клуб смог занять 5-е место в чемпионате, что стало лучшим достижением за всю историю существования. После того, как Пэй Эньцай получил новое назначение и стал тренировать женскую сборную КНР по футболу, игра команды разладилась, а ведущих игроков стали преследовать травмы. Основу команды по-прежнему составляли местные игроки, представляющие провинцию Хубэй. В рамках розыгрыша Суперкубка Суперлиги команда дошла до финала, где на выезде сыграла вничью 1-1 с «Шэньчжэнь Цзяньлибао», а в домашнем матче победила со счётом 2-0, в итоге завоевав титул обладателя Кубка.
После сезона 2005 года многие были вызваны в национальную сборную, в том числе защитники Ай Чжибо, Цай Си, полузащитники Чжэн Бинь, Чжан Синьсинь. Центральный полузащитник Чжоу Хэн был вызван в молодёжную сборную до 23 лет, а Дэн Чжосян вызывался в молодежную сборную до 19 лет.
В 2006 году капитан «Уханя» Чжэн Бинь попал в символическую сборную Суперлиги по итогам сезона. В национальную команду (до 23 лет) уехал голкипер Цзэн Чэн и стал основным вратарем команды. Также привлекались для участия Жун Хао и Ди Ю, однако они покинули расположение национальной команды из-за травм.
В 2007 году Чжэн Бинь привлекался к играм сборной в рамках турне по США, а Цзэн Чэн и Цай Си получили вызов в национальную сборную до 23 лет в рамках турнира во Франции. В этот же период клуб начинает развивать сотрудничество с представителем АПЛ «Болтон Уондерерс».
В 2008 году ФК «Ухань» покинул чемпионат в связи с «необоснованным наказанием» со стороны Китайской футбольной Ассоциации.

## Изменение названия
- 1994—1995 Ухань Стилуоркс
- 1996 Хубэй Мэйэръя
- 1997 Ухань Яци
- 1998 Ухань Хунцзиньлун
- 1999—2000 Ухань Хунтао
- 2001 Ухань Хунцзиньлун
- 2002 Ухань Дунху Гаокэ
- 2003 Ухань Гоце Ланьсин
- 2004—2005 Ухань Хуанхэлоу (武汉黄鹤楼)
- 2006—2007 Ухань Гуангу
- 2008 Ухань Оптикс Вэлли (武汉光谷).

## Результаты
- По итогам сезона 2008

| Сезон    | 1994 | 1995 | 1996 | 1997 | 1998 | 1999 | 2000 | 2001 | 2002 | 2003 | 2004 | 2005 | 2006 | 2007 | 2008 |
| -------- | ---- | ---- | ---- | ---- | ---- | ---- | ---- | ---- | ---- | ---- | ---- | ---- | ---- | ---- | ---- |
| Дивизион | 2    | 2    | 2    | 2    | 1    | 1    | 2    | 2    | 2    | 2    | 2    | 1    | 1    | 1    | 1    |
| Место    | 5    | 3    | 6    | 1    | 8    | 14   | 6    | 9    | 3    | 5    | 1    | 5    | 10   | 7    | 16   |

## Достижения
Чемпионат
- Лига Цзя-А Китайской футбольной ассоциации: чемпион, 2004

Кубок
- Кубок Суперлиги, 2005

Матчи резервистов
- Чемпионы Суперлиги, 2008